# Дудін Самійло Мартинович
Самі́йло Марти́нович Ду́дін (Марцинке́вич) (нар. 21 серпня 1863 — пом. 9 липня 1929) — український етнограф-фотохудожник, живописець, мистецтвознавець.
Член Товариства художників імені А. Куїнджі, Петербурзької спілки діячів пластичних мистецтв, Товариства взаємодопомоги російських художників, Артілі російських художників.

## Життєпис
Народився 19 серпня 1863 року в с. Рівному, волосному центрі Єлизаветградського повіту Херсонської губернії Російської імперії (тепер — Новоукраїнського району Кіровоградської області) у родині вчителя. Після закінчення школи Дудін навчався в Єлисаветградському земському реальному училищі, в якому до IV класу був земським стипендіатом, а потім навчався коштом батьків. Тут він відвідує курси малювання, засновані академіком портретного живопису Петром Крестоносцевим.
Самійло брав участь у громадсько-політичному об'єднанні «Громада» та народовольському гуртку, читав нелегальну літературу, перекладав письменників-народників українською, досліджував створення вибухових речовин, вирізав із дерева печатки. За це 21-річного Дудіна арештували і на три роки вислали на Забайкалля.
У засланні С. Дудін робить численні замальовки побуту місцевого населення, вивчає фотосправу. У 1891 році, за рекомендацією Григорія Потаніна, учений Вільгельм Радлов включив його до складу експедиції в Монголію на посаду художника-фотографа.
У 1894 році, перебуваючи на Єлисаветградщині та Полтавщині, створив серію світлин «Українці».
У 1891—1897 роках був вільним слухачем у Петербурзькій Академії мистецтв у викладача Іллі Рєпіна. За картину «В храм Таніти» отримав звання художника.
Помер 9 липня 1929 року в с. Сабліно Ленінградської області.

## Галерея

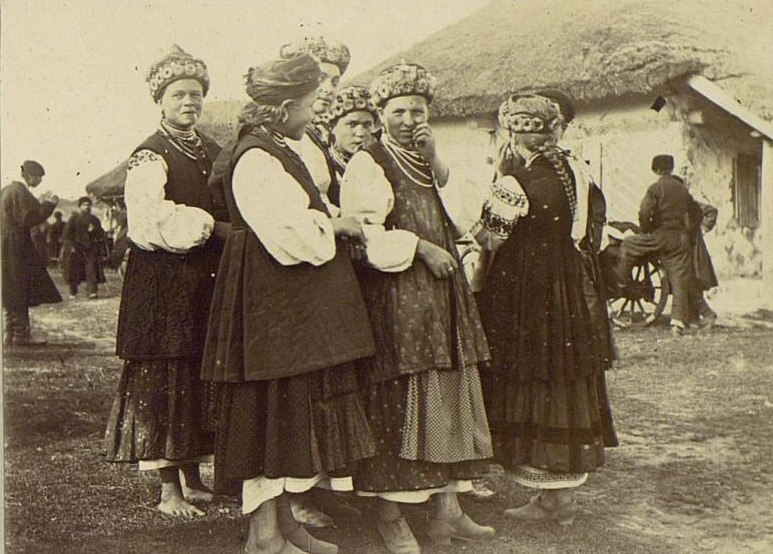
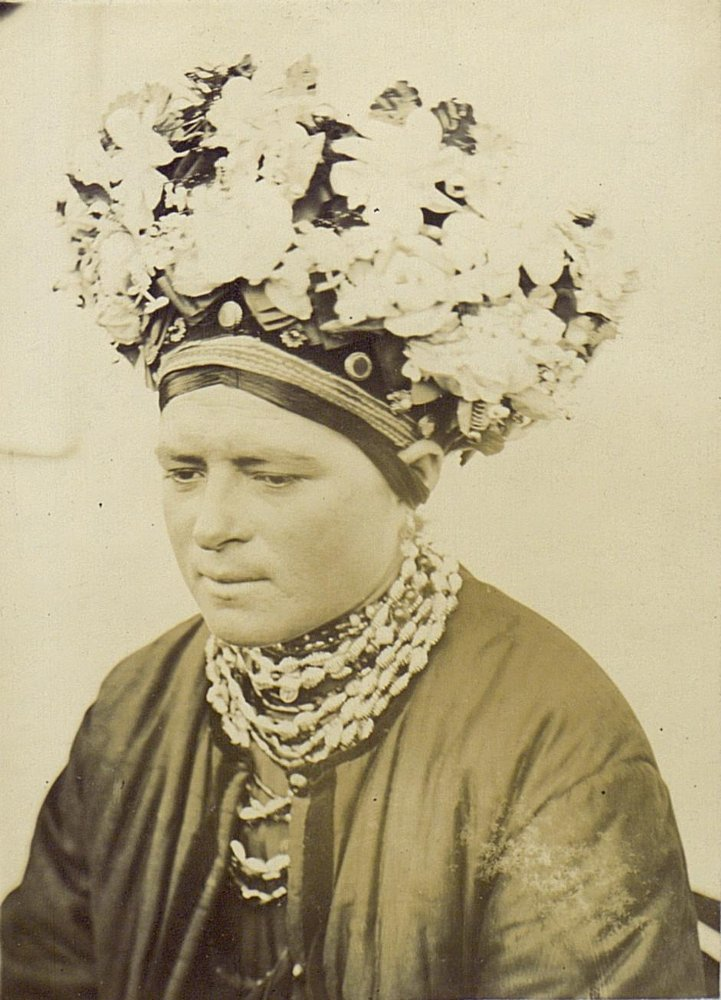
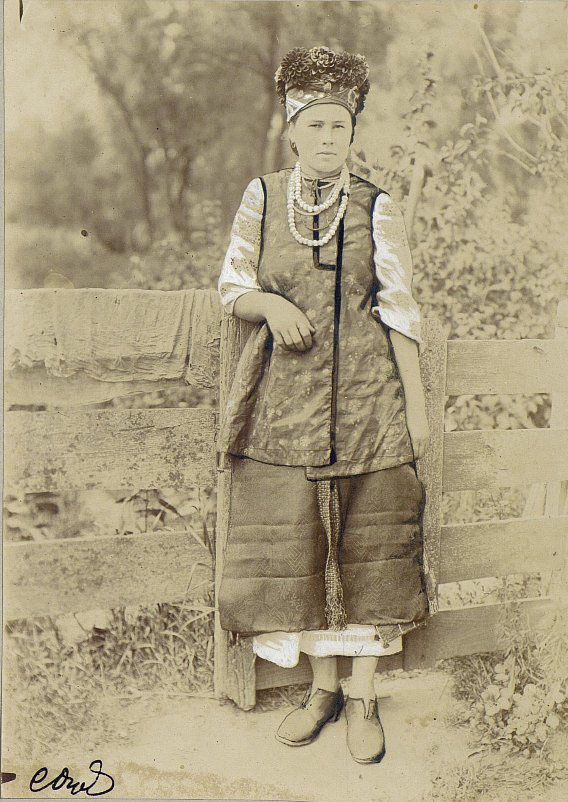
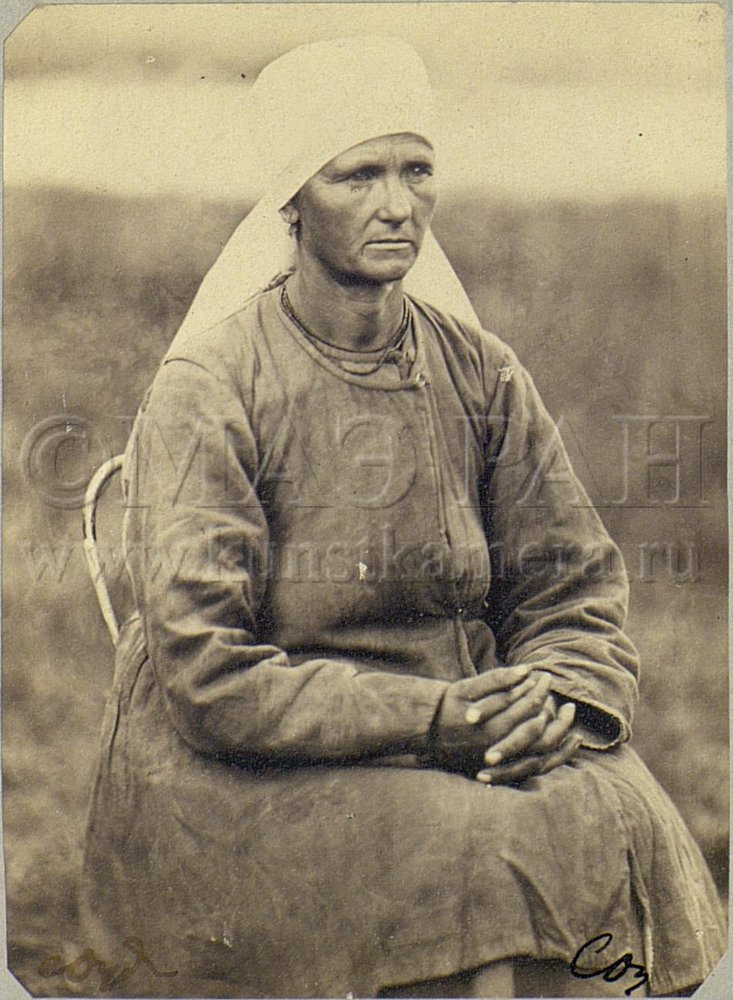
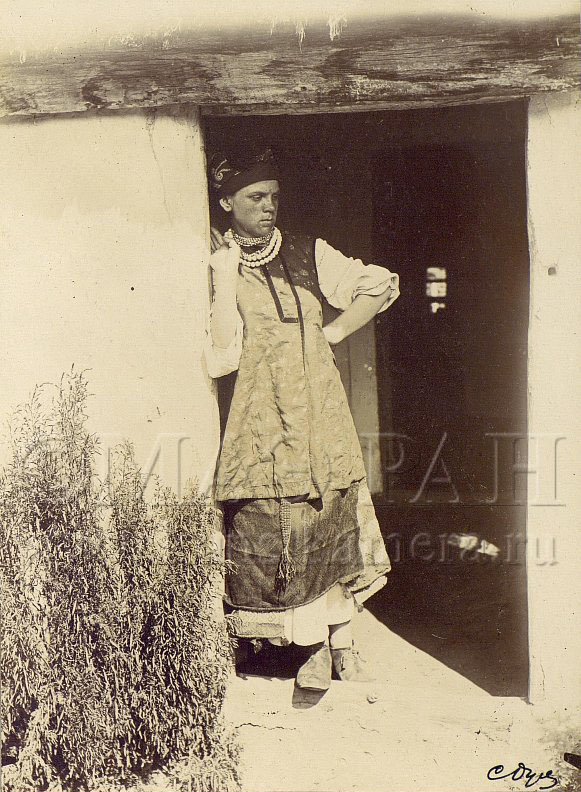
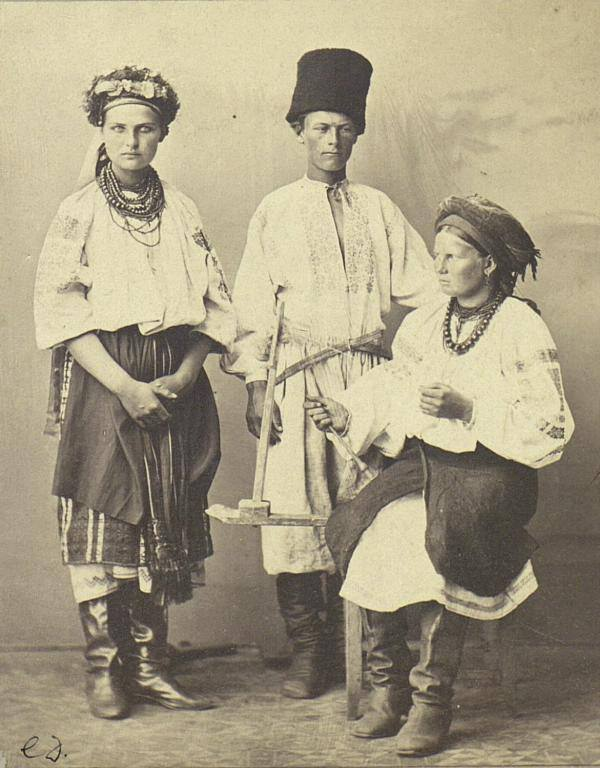
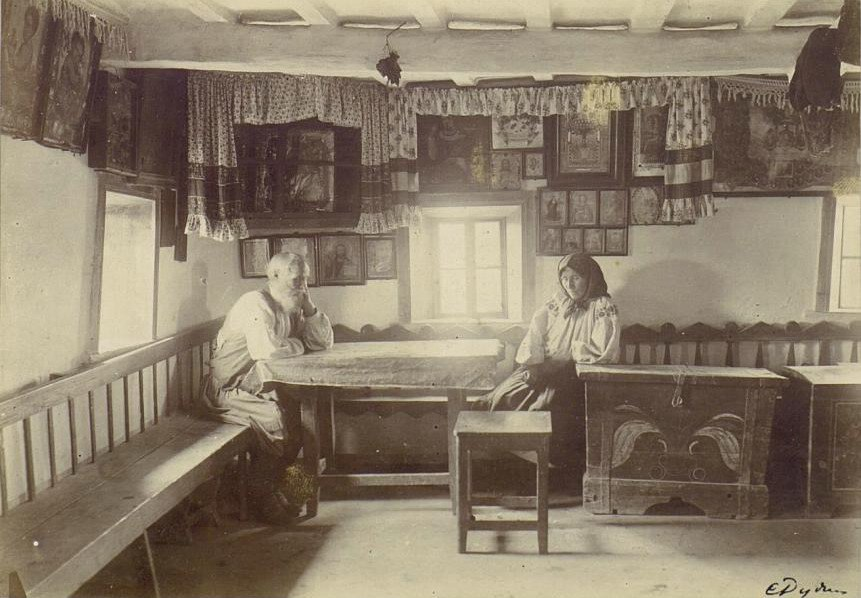